# Rundfunk-Sendeanlagen auf Rügen
Für die Hör- und Fernsehrundfunk-Versorgung werden bzw. wurden auf der Insel Rügen drei Sendestandorte genutzt.
- Bei Garz betreibt die Deutsche Funkturm GmbH, ein Tochterunternehmen der Deutschen Telekom, eine Sendeanlage für Hör- und Fernsehrundfunk in den Betriebsarten UKW, DAB+ und DVB-T2 HD.[1] Als Antennenträger kommt ein 190 m hoher abgespannter Stahlfachwerkmast zum Einsatz. (54° 19′ 25″ N, 13° 20′ 29″ O)
- In Sassnitz werden von einem freistehenden Betonturm im Gewerbegebiet Lanken-Süd die Programme von Deutschlandfunk Kultur und Deutschlandfunk über UKW ausgestrahlt. (54° 30′ 48″ N, 13° 35′ 59″ O)
- Vom ältesten Rundfunk-Sendestandort Rügens bei Putbus wurde bis zum 1. Januar 2010 auf Mittelwelle im DRM-Modus das Programm von Deutschlandradio zeitweise digital ausgestrahlt. Im Jahr 2012 wurde die gesamte Sendeanlage demontiert.[2] (54° 21′ 36″ N, 13° 29′ 14″ O)

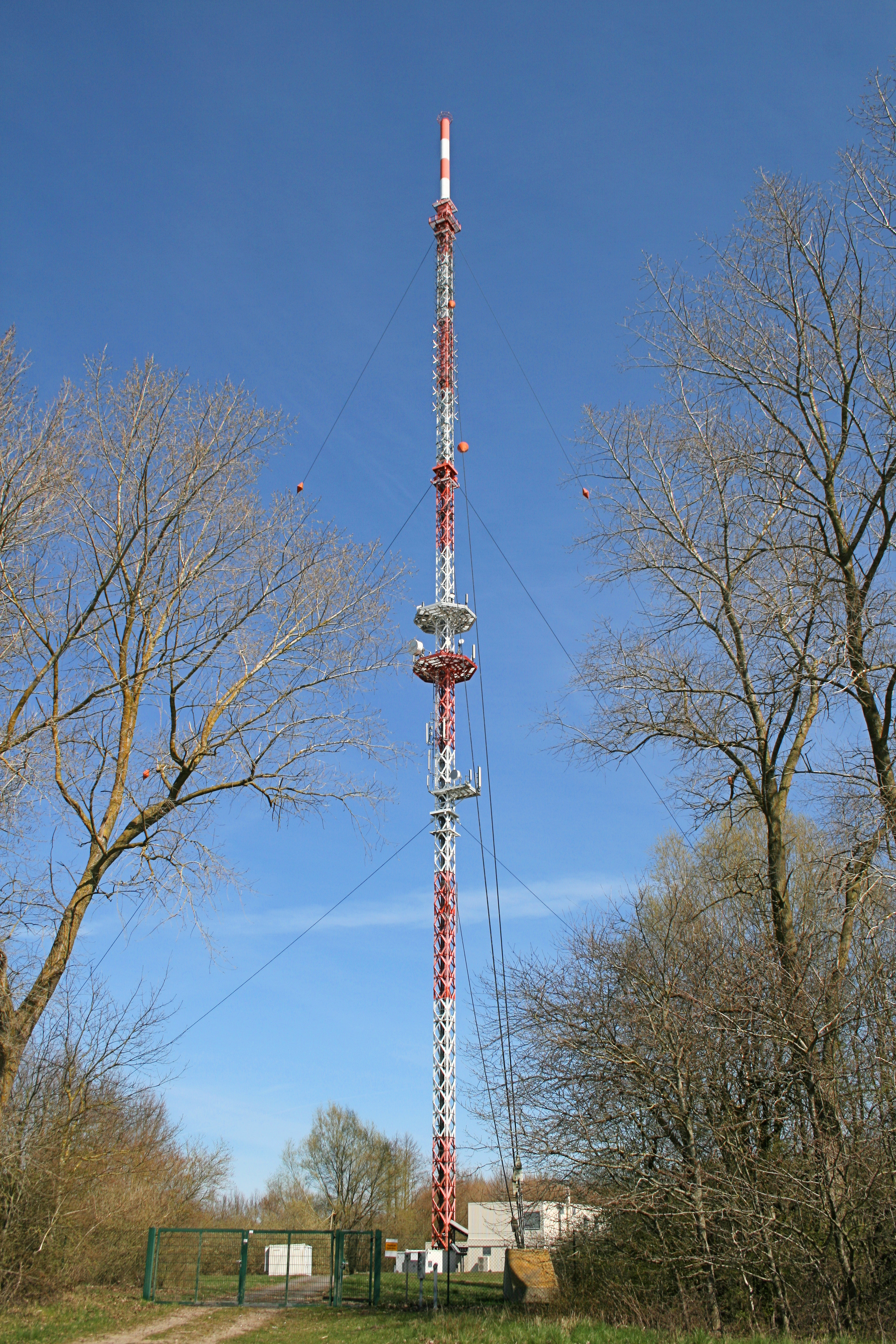
Sendeanlage bei Garz
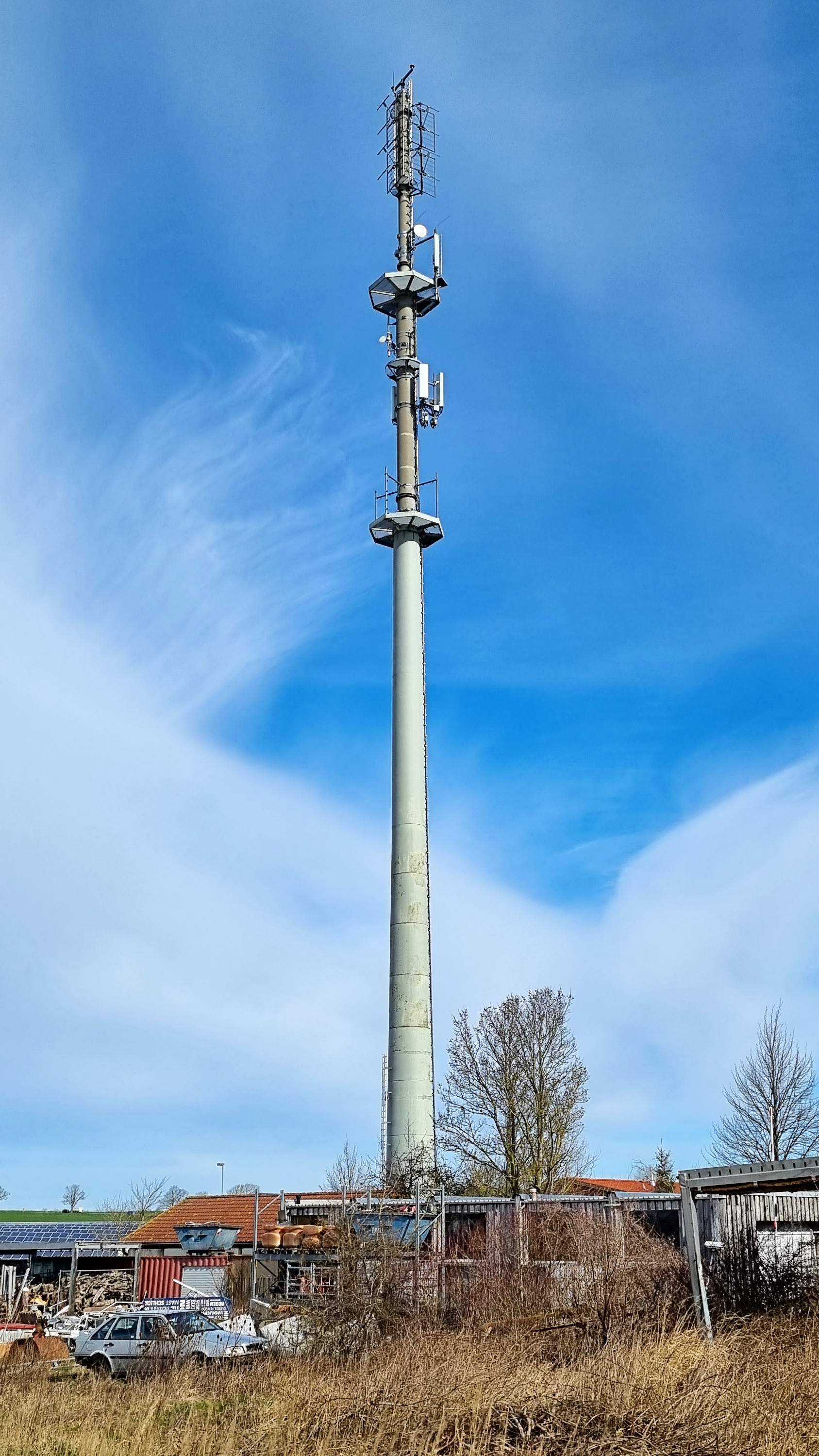
Sendeturm in Sassnitz
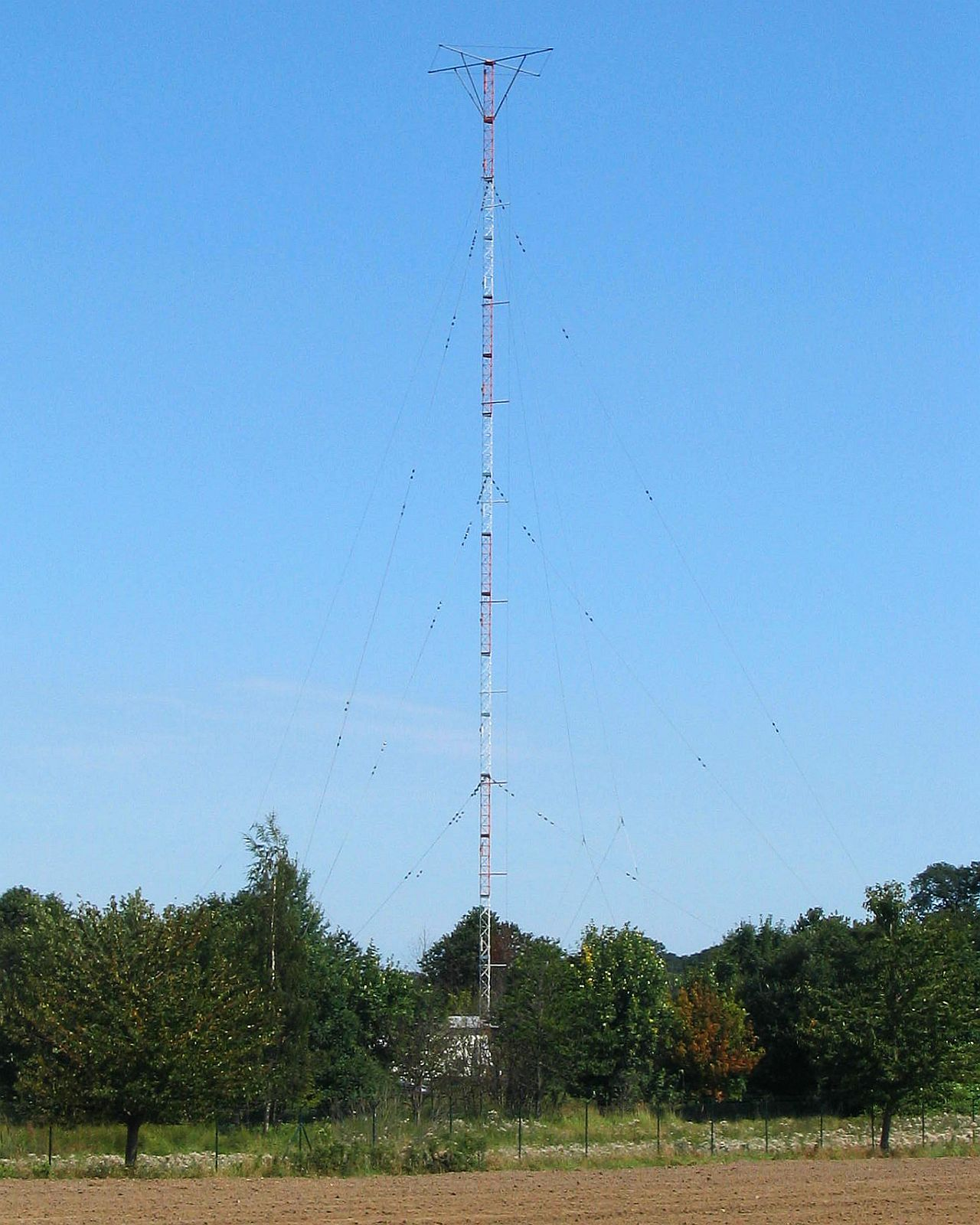
Ehemaliger Mittelwellen-Sendemast in Putbus

## Hör- und Fernsehrundfunk-Sendeanlagen auf der Insel Rügen
| Programm | Sendefrequenz               | Sendeleistung | Sender     |
| UKW | UKW                         | UKW           | Garz/Rügen |
| --- | --------------------------- | ------------- | ---------- |
| NDR Info | 88,6 MHz                    | 10 kW         | Garz/Rügen |
| NDR Kultur | 91,5 MHz                    | 10 kW         | Garz/Rügen |
| N-Joy | 95,5 MHz                    | 10 kW         | Garz/Rügen |
| NDR 2 | 99,8 MHz                    | 10 kW         | Garz/Rügen |
| NDR 1 Radio MV | 102,5 MHz                   | 50 kW         | Garz/Rügen |
| 80s80s MV | 105,1 MHz                   | 50 kW         | Garz/Rügen |
| Ostseewelle | 107,6 MHz                   | 50 kW         | Garz/Rügen |
| DAB+ |                             |               | Garz/Rügen |
| DAB+ Block der Media Broadcast: - Absolut relax (72 kbps) - Dlf (104 kbps) - Dlf Kultur (112 kbps) - Dlf Nova (104 kbps) - DRadio DokDeb (48 kbps) - Energy Digital (72 kbps) - ERF Plus (64 kbps) - Klassik Radio (72 kbps) - Radio Bob (72 kbps) - Radio Horeb (48 kbps) - Radio Schlagerparadies (64 kbps) - Schwarzwaldradio (64 kbps) - sunshine live (72 kbps) - DRadio Daten (32 kbps Daten) - EPG Deutschland (16 kbps Daten) - TPEG (16 kbps Daten) - TPEG_MM (16 kbps Daten) | 5C DRDeutschland (D__00188) | 5 kW          | Garz/Rügen |
| DAB-Block des Norddeutschen Rundfunks - NDR 1 MV HGW (Greifswald) (104 kbps) - NDR 2 MV (104 kbps) - NDR Kultur (104 kbps) - NDR Info MV (104 kbps) - N-Joy (104 kbps) - NDR Blue (104 kbps) - NDR Schlager (104 kbps) - NDR Info Spezial (104 kbps) - NDR BWS - NDR TPEG | 8B NDR MV HGW (D__00339)    | 5 kW          | Garz/Rügen |
| DVB-T2 HD (seit 08.11.2017) |                             |               | Garz/Rügen |
| ARD regional (NDR) - NDR Fernsehen HD (Mecklenburg-Vorpommern) - WDR Fernsehen (Köln) HD / NDR HD (Niedersachsen)(zeitw.) - rbb Fernsehen Brandenburg HD - MDR Fernsehen (Sachsen-Anhalt) HD / NDR HD (Schleswig-Holstein)(zeitw.) - BR Fernsehen Süd HD / NDR HD (HH)(zeitw.) Radio: - N-Joy - NDR 1 MV SN - NDR 2 - NDR Info | Kanal 29 H                  | 40 kW         | Garz/Rügen |
| ARD Digital - Das Erste HD - phoenix HD - arte HD - tagesschau24 HD - one HD Radio: - NDR Blue - NDR Info Spezial - NDR Kultur - NDR Schlager | Kanal 36 H                  | 40 kW         | Garz/Rügen |
| Gemischter Multiplex von ZDF und freenet TV - ZDF HD - 3sat HD - KiKa HD - ZDFneo HD - ZDFinfo HD - freenet TV connect (HbbTV-Dienst mit mehreren Streams) | Kanal 46 H                  | 40 kW         | Garz/Rügen |
| DVB-T (bis 08.11.2017) |                             |               |            |
| ARD Digital NDR-Bouquet Mecklenburg-Vorpommern - Das Erste - NDR Fernsehen (Mecklenburg-Vorpommern) - MDR Fernsehen (Sachsen-Anhalt) / zeitweise NDR Fernsehen (Schleswig-Holstein) - rbb Fernsehen (Brandenburg) | Kanal 29 H                  | 20 kW         |            |
| ZDFmobil-Bouquet - ZDF - 3sat - KiKA (6–21 Uhr) / ZDFneo (21–6 Uhr) - ZDFinfo | Kanal 40 H                  | 20 kW         |            |
| UKW | UKW                         | UKW           | Sassnitz   |
| Deutschlandfunk Kultur | 101,4 MHz                   | 8 kW          | Sassnitz   |
| Deutschlandfunk | 104,0 MHz                   | 8 kW          | Sassnitz   |
| MW (DRM) | MW (DRM)                    | MW (DRM)      | Putbus     |
| Deutschlandradio (außer Betrieb, Sender wurde abgeschaltet) | 729 kHz                     | 1 kW          | Putbus     |

### Analoges Fernsehen
Bis zur Umstellung auf DVB-T wurden folgende Programme vom Sender Garz/Rügen in analogem PAL gesendet:
| Kanal | Frequenz (MHz) | Programm                               | ERP (kW) | Sendediagramm rund (ND)/ gerichtet (D) | Polarisation horizontal (H)/ vertikal (V) |
| ----- | -------------- | -------------------------------------- | -------- | -------------------------------------- | ----------------------------------------- |
| 21    | 471,25         | ZDF                                    | 320      | D                                      | H                                         |
| 29    | 535,25         | NDR Fernsehen (Mecklenburg-Vorpommern) | 250      | D                                      | H                                         |
| 40    | 623,25         | Das Erste (NDR)                        | 250      | D                                      | H                                         |